# Hausburgpark
Der Hausburgpark liegt im Berliner Ortsteil Prenzlauer Berg im Straßenkarree der Hermann-Blankenstein-Straße, Hausburgstraße, Otto-Ostrowski-Straße und Thaerstraße.

## Geschichte

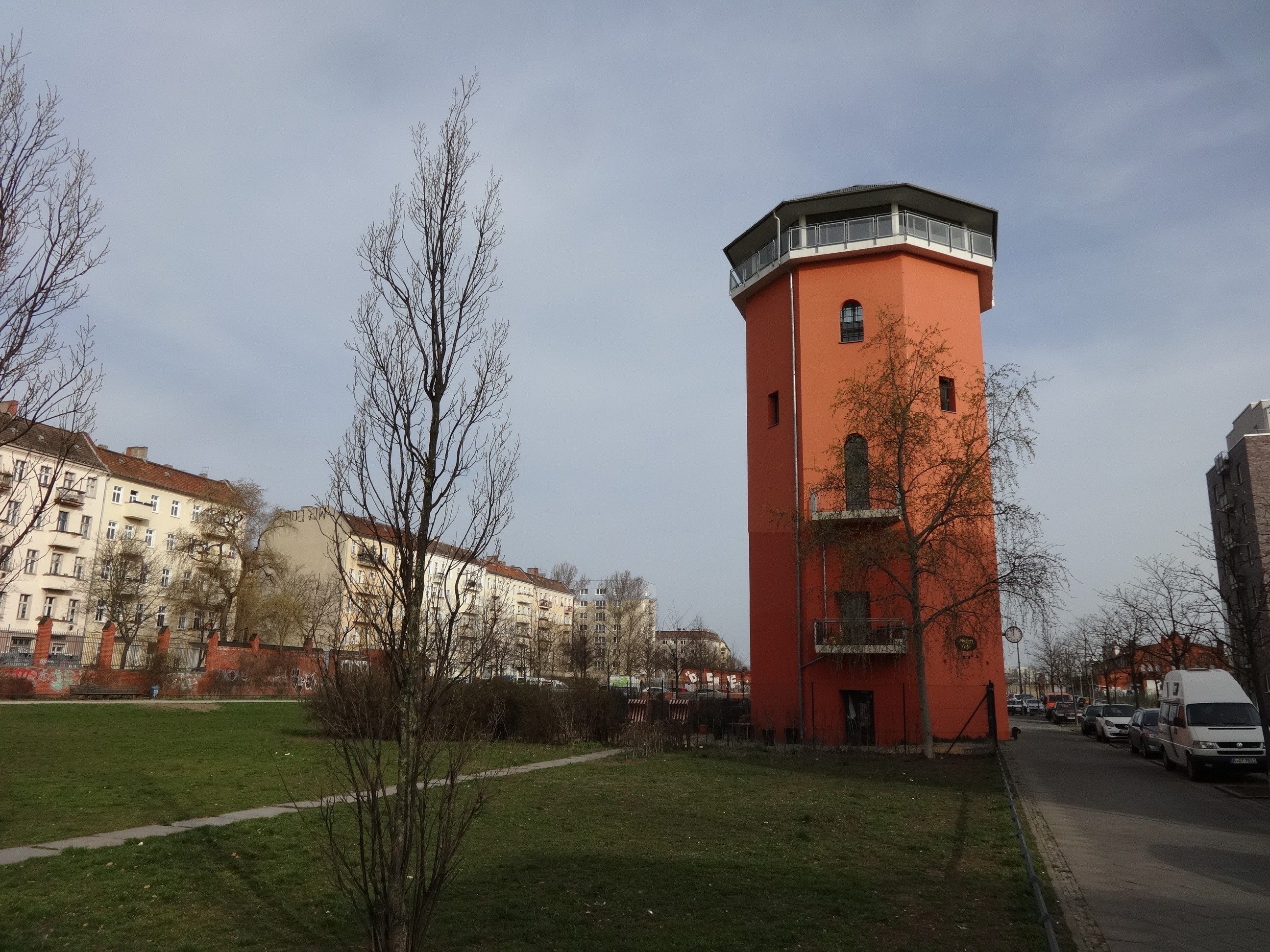
Wasserturm von 1909

Der Park befindet sich auf dem Gelände des 1995 stillgelegten Zentralvieh- und Schlachthof der Stadt. Der Senat von Berlin entwickelt das rund 50 Hektar große Areal als Entwicklungsgebiet Alter Schlachthof mit einer Neuanlage der Straßen sowie dem Bau von Wohn- und Geschäftshäusern. Der Park ist Bestandteil dieses Entwicklungsgebietes. Er ist nach dem ehemaligen Verwaltungsdirektor Otto Hausburg (1831–1920) benannt. 2003 wurde der Park von der Stadt der Öffentlichkeit übergeben.

## Ausgestaltung
Im Park befindet sich ein Spielplatz mit einem Basketballfeld. Am nördlichen Ende steht ein 1909 errichteter Wasserturm, der zur Stabilisierung der Wasserversorgung auf dem Gelände errichtet wurde. Im Zweiten Weltkrieg wurde der Turm stark beschädigt und um 18 Meter verkürzt wieder aufgebaut. Ein angrenzendes Kramhändlerhaus riss die Stadt in den Jahren 1997 bis 2003 ab und sanierte den verbleibenden Teil des Turms.